# Flor de los pazos

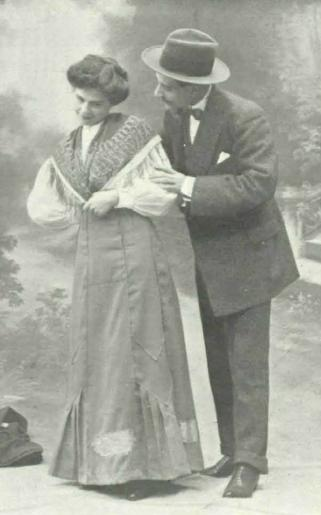
Catalina Bárcena y Alfonso Muñoz en una escena de la obra

Flor de los pazos es una obra de teatro en dos actos de Manuel Linares Rivas, estrenada en 1912.

## Argumento
Jacobo emigrado a América, retorna a su Galicia natal, donde recibe la cariñosa bienvenida de su padre Don Rosendo. Sin embargo, la imagen que su nostalgia había creado del lugar en el que pasó su infancia ha distorsionado una realidad que le desengaña y comienza a anhelar una nueva marcha. Únicamente el amor de la joven Peregrina le disuade de llevar a término su decisión.

## Estreno
- Teatro Lara, Madrid, 13 de abril de 1912.
  - Intérpretes: Alfonso Muñoz, Catalina Bárcena, María Luisa Moneró, Mercedes Pardo, Salvador Mora, Mercedes Latorre, Francisco Palanca, Luis Manrique, Ricardo Vargas.